# Károly Csörsz

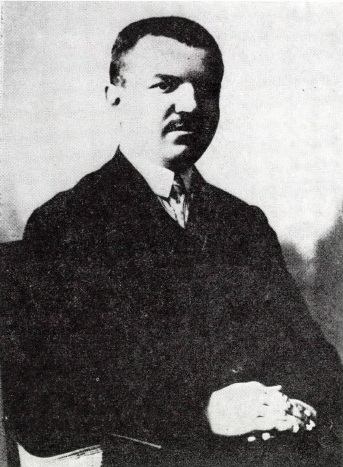
Károly Csörsz

Károly Csörsz (Karl Csörsz, ur. 1 lipca 1892 w Esztár, zm. 29 sierpnia 1935 w Baji) – węgierski lekarz, genetyk.

## Życiorys
Studiował medycynę na Uniwersytecie Franciszka Józefa w Koloszwarze od 1912 do 1918 roku.
Był jednym z pierwszych węgierskich lekarzy, zajmujących się genetyką człowieka. Sprzeciwiał się eugenice negatywnej. Przypisuje mu się pierwszy opis sprzężonej z chromosomem X wrodzonej rybiej łuski (OMIM 308100). Csörsz w 1928 roku opisał w języku niemieckim dwie pacjentki z tym rzadkim schorzeniem. Dotknięta genetyczną chorobą rodzina została ponownie przebadana w 1978 roku przez Schlammadingera i wsp. z Uniwersytetu w Debreczynie
Jest pochowany na Cmentarzu św. Rocha w Baji.

## Wybrane prace
- Benedek L, Csörsz K. Zur Frage der extrapyramidalen Bewegungsstörung. Deutsche Zeitschrift für Nervenheilkunde 78, ss. 15-74, 1923
- Benedek L, Csörsz K. Heredofamiliarität bei Paralysis agitans. Deutsche Zeitschrift für Nervenheilkunde 79, ss. 368-373, 1923
- Habitus asthenicus. Gyógyászat 67, ss. 510-513, 1927
- Statisztikai, alkattani és örökléstani vizsgálatok az Alföldről. Debrecen, 1927
- Rezessiv geschlechtsgebundene Vererbung bei Ichthyosis. Monatsschrift Ungarischer Mediziner 2, ss. 180-7 (1928)
- Az ichtyosis visszaütő nemhez kötött öröklődése. Bp., 1928
- Statistische, konstitutionelle und Vererbungs-Untersuchungen aus der ungarischen Tiefebene. Zeitschrift für die gesamte Anatomie 14, 1929
- Dupuytren-féle zsugorodásban szenvedő család. Bp., 1930
- A külső fül hiányos fejlődésének családi előfordulásához. Tihany, 1930
- A modern elmegondozás feladatai Keletmagyarországon. Debrecen, 1930
- Néhány általános érdekű öröklődéskórtani kérdésről. Bp., 1934
- Taubstumme Familie. 1935